# Glücksspiel in Computerspielen
Als Glücksspiel in Computerspielen wird die Auseinandersetzung mit der unterschwelligen Verwendung von Glücksspiel-Elementen in Computerspielen verstanden. Diese wurde in den letzten Jahren häufig medial und politisch kritisiert, lässt aber auch noch viele rechtliche Fragen offen und rechtliche Grauzonen zu.

## Arten
Glücksspiel in Computerspielen ist abzugrenzen von dem Online-Casino oder Online-Spielautomat, die eindeutig als Glücksspiel gekennzeichnet, kategorisiert und direkt als dieses im Gegensatz zum Computerspiel identifizierbar sind.
Neben den offiziellen Glücksspiel-Elementen in Spielen, werden auch Spiele-Items auf externen Seiten über Wett- und Glückssysteme gehandelt. Im englischsprachigen Raum wird hierbei auch von Skin-Gambling gesprochen. Ein bekannter Vertreter hierfür ist das Spiel Counter-Strike: Global Offensive. Gegen diese Wett- und Glücksspiele wurde zu Teil von Spielplattformen und durch Gesetze vorgegangen.

## Aufbau und Merkmale
Häufig basieren Glücksspiele in Computerspielen auf dem Games-as-a-service- und/oder Free-to-play-Modell, bei denen zum Beispiel Lootboxen oder Verlosungen zur Erhaltung von zufälligen speziellen Spiele-Items und Skins angeboten werden. Diese bieten dem Spieler entweder einen erheblichen Vorteil gegenüber anderen Spielern bieten („Pay-to-Win“) oder können allein wegen ihres Sammlerwertes zu einer Sucht werden. Da die Spiele meist kostenlos sind oder bereits käuflich erworben worden sind und über eine eigene Spielgeldwährung verfügen, fallen die verstecken Kosten neuen Spielern meist erst später auf und Spieler sind erst bei einer Bindung an das Spiel verleitet, In-Game-Käufe über Micro Transactions mit Echtgeld zu tätigen. Ein Großteil des Spieleumsatzes bilden mittlerweile In-Game-Käufe, wovon Lootboxen und andere Zufallssystem ein wichtiger Bestandteil sind.
Viele Computerspiele mit einem hohen Glücksspiel-Anteil erscheinen als Handyspiel, Browserspiel und Casual Game und sind daher weniger aufwendig im Vergleich zu den aktuellen Computerspielen gestaltet, aber lassen sich jederzeit zwischendurch spielen und ermutigen den Spieler zum Weiterspielen durch Pop-up-Meldungen und Benachrichtigungen im Benachrichtigungsfeld.

## Kritik und Jugendschutz
Die Glücksspiele für mobile Geräte sprechen durch ihre bunte Aufmachung und einfache Bedienung oft viele Kinder und Jugendliche an, die besonders anfällig für Glücksspielsucht sind. Der Jugendschutz wird hierbei oft umgangen und die Computerspiele machen den Anschein, kein Glücksspiel zu sein oder diesen Aspekt nur als optionalen Spielaspekt zu besitzen. Dabei kann durch das Glücksspiel oft ein erheblicher Vorteil gegenüber dem normalen Spielen entstehen, der das Glücksspiel so verlockend macht für die Spieler. Käufe können schnell durch In-App-Käufe abgewickelt werden, was dazu führt, dass Kinder einfach Käufe tätigen können und die Kosten von den Eltern getragen werden müssen (Elternhaftung). Durch die einfache Zugänglichkeit können sie zu einer Einstiegsdroge werden.
Einige Spiele wurden bzw. werden deswegen auch von den Medienanstalten geprüft oder in einigen Ländern indiziert und verboten. Bekannte Spiele mit einer Glücksspiel-Debatte sind Coin Master, Fortnite, Grand Theft Auto V mit dem Casino-Update und FIFA.

## Altersfreigabe und Kennzeichnung

Glücksspiel-Symbol der Pan European Game Information (PEGI)

Computerspiele mit Glücksspielelementen oder die diese darstellen, werden von der Pan European Game Information (PEGI) mit einem entsprechenden Symbol gekennzeichnet und frühstens ab 12 Jahren freigeben. Die Unterhaltungssoftware Selbstkontrolle (USK) sagt, dass simuliertes Glücksspiel in Computerspielen nicht mit echtem Glücksspiel vergleichbar sei und deswegen keine Auswirkungen auf die Altersfreigabe hat. Kritisch wird es erst dann, wenn man auch Echtgeld verwenden kann. Ein Online-Casino mit Echtgeld-Einsatz ist nämlich in Deutschland verboten.

## Suchtproblematik
Eine Spielsucht ist von der Computerspielsucht abzugrenzen. Dennoch gibt es bei der Computerspielsucht psychologische Ähnlichkeiten zum pathologischen Spielen, wie zum Beispiel das Bedürfnis der ständigen Gewinnmaximierung, die zu der Sucht führen. Beim Online-Glücksspielen kann es ebenfalls Überschneidungen mit der Internetsucht geben.